# Tina Majorino
Tina Marie Majorino (Westlake Village, 7 febbraio 1985) è un'attrice e cantante statunitense.
Tina è meglio conosciuta per aver interpretato i ruoli di Molly in Una moglie per papà, di Deb in Napoleon Dynamite, di Enola in Waterworld, di Alice in Alice nel Paese delle Meraviglie, di Mac in Veronica Mars, di Heather Tuttle in Big Love e della dottoressa Heather Brooks in Grey's Anatomy.

## Biografia

### Primi anni
Majorino è nata a Westlake Village, in California, da padre statunitense di origini italiane, cubane e francesi, Robert "Bob" Majorino, e da madre statunitense di origini inglesi, scozzesi, tedesche e filippine, Sarah Black. Ha un fratello maggiore, Kevin. Sebbene il suo nome, all'anagrafe, sia effettivamente Tina Marie Majorino, per poter essere distinta dagli altri familiari con lo stesso nome, venne da subito chiamata Albertina Marie. Il nome della band di cui fa parte, The AM Project, deriva proprio dalle sue iniziali, AM.

### Carriera
Iniziò a recitare nel 1992 nella sitcom Camp Wilder. Ottenne il suo primo ruolo nel film Amarsi (1994), interpretando la figlia di prime nozze di Meg Ryan. In seguito interpretò ruoli principali in film per la famiglia come Una moglie per papà e Andre - Un amico con le pinne, entrambi realizzati nel 1994. Nel film successivo, Waterworld (1995), interpretò una bambina salvata dal personaggio di Kevin Costner. Molti dei ruoli interpretati negli anni '90 furono in film indipendenti o prodotti per la sola trasmissione televisiva; fu protagonista nel 1999 in Alice nel Paese delle Meraviglie.
Dopo aver interpretato il ruolo di Alice, prese una pausa dalla carriera. Non apparve in nessun altro film fino al 2004, quando recitò accanto a Jon Heder in Napoleon Dynamite. Dal 2004 interpretò anche il ruolo ricorrente di Mac, un'amante dell'informatica e amica della protagonista, nella serie televisiva Veronica Mars. Aveva incontrato il creatore della serie mentre lo intervistava per un articolo su uno dei suoi libri ed entrò nel cast regolare della serie nella terza stagione. Dal 2006 al 2011 interpreta un ruolo secondario nella serie televisiva Big Love.

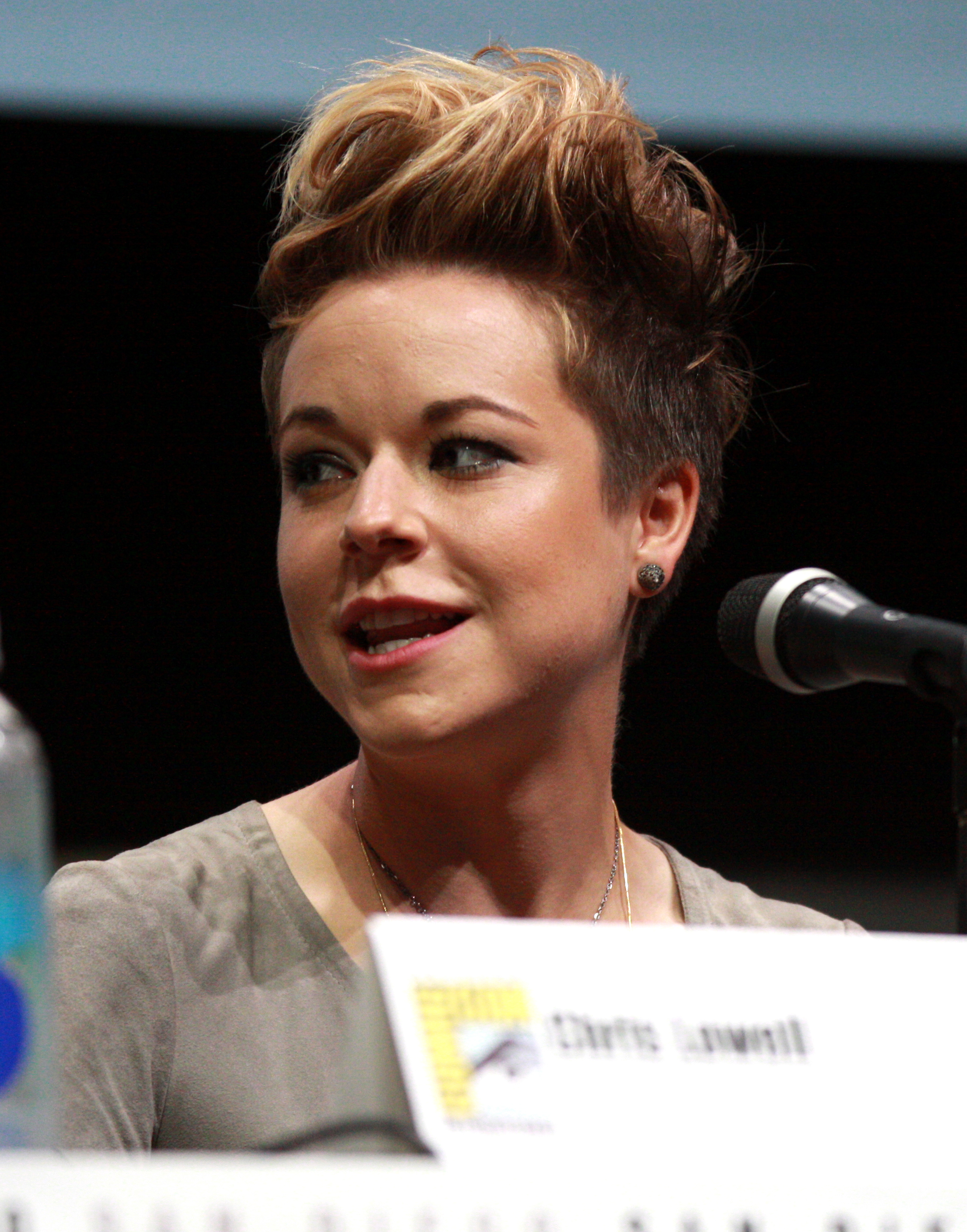

È apparsa anche nel video musicale Blind del gruppo rock Lifehouse. Fa inoltre parte dei The AM Project insieme al fratello Kevin. Nel 2009 recita nel ruolo di Addy Fisher nella serie televisiva della ABC The Deep End, cancellata dopo solo sei episodi trasmessi. Nel 2011 appare come protagonista nel video Fuckin' Perfect della cantante Pink e recita nel ruolo ricorrente dell'agente speciale Genevieve Genny Shaw in Bones. Nel 2012 entra a far parte del cast di Grey's Anatomy, dal quale esce un anno dopo in seguito alla morte del suo personaggio.

## Filmografia

### Cinema
- Amarsi (When a Man Loves a Woman), regia di Luis Mandoki (1994)
- Una moglie per papà (Corrina, Corrina), regia di Jessie Nelson (1994)
- Andre - Un amico con le pinne (Andre), regia di George Trumbull Miller (1994)
- Waterworld, regia di Kevin Reynolds (1995)
- Santa Fe, regia di Andrew Shea (1997)
- Napoleon Dynamite, regia di Jared Hess (2004)
- Think Tank, regia di Brian Petersen (2006)
- What We Do Is Secret, regia di Rodger Grossman (2007)
- Veronica Mars - Il film (Veronica Mars), regia di Rob Thomas (2014)

### Televisione
- Camp Wilder – serie TV, 19 episodi (1992-1993)
- Un angelo a New York (New York Crossing) – film TV (1996)
- True Women - Oltre i confini del West (True Women) – film TV (1997)
- Before Women Had Wings – film TV (1997)
- Merry Christmas, George Bailey – film TV (1997)
- Alice nel Paese delle Meraviglie (Alice in Wonderland) – film TV (1999)
- Senza traccia (Without A Trace) – serie TV, episodio 2x23 (2004)
- Veronica Mars – serie TV, 34 episodi (2004-2007)
- Testing Bob – film TV (2005)
- In Security – film TV (2010)
- The Deep End – serie TV, 7 episodi (2010)
- Big Love – serie TV, 26 episodi (2006-2011)
- Castle – serie TV, episodio 3x18 (2011)
- Bones – serie TV, 3 episodi (2011-2012)
- Napoleon Dynamite – serie animata, 6 episodi (2012) – voce
- True Blood – serie TV, 6 episodi (2012)
- Grey's Anatomy – serie TV, 22 episodi (2012-2013)
- Legends – serie TV, 10 episodi (2014)
- Scorpion – serie TV, 12 episodi (2017-2018)
- Into the Dark – serie TV, episodio 2x08 (2020)
- The Good Doctor – serie TV, episodio 5x10 (2022)
- Devil May Cry – serie animata, 3 episodi (2025) – voce

## Doppiatrici italiane
Nelle versioni in italiano dei suoi lavori, Tina Majorino è stata doppiata da:
- Domitilla D'Amico in Amarsi, Andre - Un amico con le pinne, Waterworld, Veronica Mars, Veronica Mars - Il film
- Roberta De Roberto in Grey's Anatomy, Legends, Scorpion
- Alessia Amendola in Alice nel Paese delle Meraviglie
- Gemma Donati in Una moglie per papà
- Veronica Puccio in True Women - Oltre i confini del West
- Eleonora Reti in Bones

## Premi
- Young Star Awards come migliore interpretazione di una giovane attrice in una miniserie e film TV in Alice nel Paese delle Meraviglie (1999)